# Jorge Sánchez-Chiong
Jorge Sánchez-Chiong (JSX; * 1969 in Caracas) ist ein venezolanischer Komponist, Turntablist, Musikpädagoge und Musiker, der seit 1988 in Wien lebt und arbeitet.

## Leben
Sánchez-Chiong, der kubanisch-chinesischer Abstammung ist, studierte in Caracas Komposition bei Daniel Bernard, außerdem Kontrabass, Orchester- und Ensemblespiel und lateinamerikanische Popularmusik. In Wien studierte er von 1988 bis 1989 Jazztheorie an der Musik und Kunst Privatuniversität und an der Universität für Musik und darstellende Kunst von 1988 bis 1996 Komposition bei Francis Burt, Michael Jarrell und Beat Furrer und von 1997 bis 2001 elektroakustische Komposition bei Dieter Kaufmann. Seit 2005 unterrichtet er an der Musik und Kunst Privatuniversität der Stadt Wien. Zwischen 2010 und 2016 wirkte er als Dozent für Komposition bei den Darmstädter Ferienkursen, zwischen 2015 und 2017 an der impuls Ensemble- und Komponistenakademie.
1997 gründete er mit Reinhard Fuchs, Miguel Gálvez-Taroncher, Marcel Reuter, Gerald Resch, Ališer Sijaric, Johannes Maria Staud und Robert M. Wildling die Komponistengruppe Gegenklang. Als Musiker ist er Mitglied des NewTonEnsemble, des Elektronik-Duos bonaNza (mit Alexander J. Eberhard, seit 2006) und des Ensembles andotherstage (mit der Choreographin Brigitte Wilfing, seit 2019) und arbeitete u. a. unter dem Namen JSX als DJ, Turntablist und Partner von Noise- und Improvisationsmusikern wie Sudden Infant, Kazuhisa Uchihashi, Electric Indigo, Martin Siewert, Christian Weber, DJ Pure, Lukas König, Pia Palme, Anna Mendelssohn, Michaela Grill, Brigitte Wilfing, Thomas Marschall und Christian Horvath zusammen.
Als Komponist geht Sánchez-Chiong von der Improvisationsmusik aus. Einen Schwerpunkt seiner Arbeit bilden interdisziplinäre Projekte in Verbindung mit dem experimentellen Theater und Tanz, der Videokunst und elektronischen Musik, wobei er u. a. mit Joke Lanz, Christian Weber und Michaela Grill zusammenarbeitete. Sein Œuvre umfasst Solo-, Ensemble- und Orchesterwerke, elektronische Musik, intermediale Projekte und Improvisationsvorlagen. Aufgeführt wurden seine Werke u. a. am Konzerthaus Berlin, am Mozarteum in Salzburg, am Odense Concerthus und am Wiener Konzerthaus, bei den Salzburger Festspielen, beim Steirischen herbst und beim Festival Wien Modern.